# (641) Агнес
(641) Агнес (нем. Agnes) — астероид главного пояса, который принадлежит к светлому спектральному классу S и входит в состав семейства Флоры. Он был открыт 8 сентября 1907 года немецким астрономом Максом Вольфом в Гейдельбергской обсерватории. Происхождение названия неизвестно. 

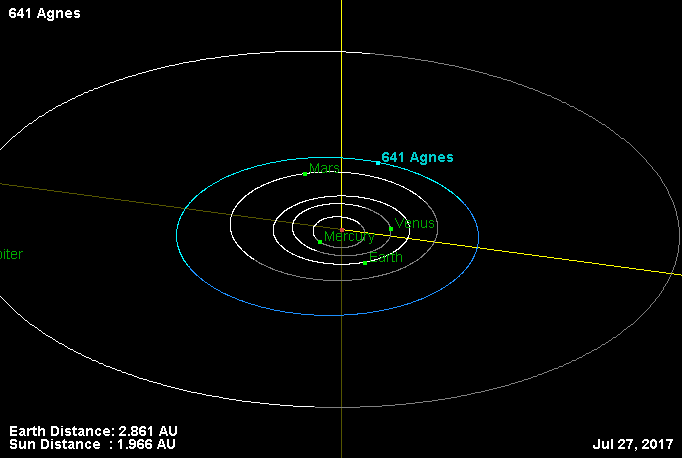
Орбита астероида Агнес и его положение в Солнечной системе

Впервые попытка измерить период вращения астероида была предпринята в 1975 году шведским астрономом К.-И. Лагерквистом, который получил значение 8,9 часа. Однако, данные на которых строилась кривая блеска, были фрагментарны и результат поэтому нельзя было считать достоверным.
Первые достоверные фотометрические наблюдения, проведённые в октябре 2013 года Фредерик Питчер, Lorenzo Franco и Luis Martinez в обсерваториях Organ Mesa (G50) и Balzaretto, позволили получить кривые блеска этого тела, из которых следовало, что период вращения астероида вокруг своей оси равняется 178 часам, с изменением блеска по мере вращения 0,55 m. Группы также провела спектрографические исследования астероида и оценила его размеры в 9 ± 2 км. 
По данным исследований, проведенных японским спутником Акари и инфракрасным телескопом WISE размеры астероида находятся в границах между 8,26 и 9,74 км, а величина альбедо соответственно — между 0,21 и 0,30. Измерения, сделанные Pilcher, Frederick, дают диаметр в районе 8,81 км.

## Название
Из более чем 20000 именованных астероидов Агнес входит в число 120, происхождение названия которых неизвестно. Все эти тела были открыты в период с 1876 по 1918 год преимущественно астрономами Огюстом Шарлуа, Иоганном Пализа, Максом Вольфом и Карлом Райнмутом и лежат в пределах диапазона от (164) Ева до (1514) Рикукса.
Луц Шмадель предполагает, что название было взято из списка женских имён мифологических и исторических личностей, составленных ACI в 1913 году. ACI тогда направил этот список ряду астрономов с просьбой выбрать названия для открытых ими астероидов во избежание путаницы, поскольку количество безымянных малых планет на тот период достигло уже 700 и продолжало увеличиваться.